# 観山湖区
観山湖区（かんさんこ-く）は中華人民共和国貴州省貴陽市に位置する市轄区。貴陽国家ハイテク産業開発区金陽科技産業園を含む地区である。

## 歴史
貴陽市烏当区の野鴨郷を廃し、2006年に金陽街道が設立され、金華鎮、朱昌鎮を編入し、2008年に金陽新区として設定された。2012年11月15日に市轄区の観山湖区に改編。

## 行政区画
下部に7街道、3鎮を管轄する。
- 街道
  - 賓陽街道、雲潭街道、金華園街道、長嶺街道、観山街道、世紀城街道、金陽街道
- 鎮
  - 金華鎮、朱昌鎮、百花湖鎮

## 交通

### 鉄道
- 中国国家鉄路集団
  - 滬昆旅客専用線、渝貴線、貴開都市間鉄道（中国語版）
    - 貴陽北駅

  - 貴陽市環状鉄道
- 貴陽軌道交通
  - 1号線

竇官駅 - 下麦西駅 - 老湾塘駅 - 閲山湖公園駅 - 林城西路駅 - 観山湖公園駅 - 国際生態会議中心駅 - 陽関駅 - 新寨駅 - 白鷺湖駅 - 貴陽北駅
  - 2号線

### 道路
- 高速道路
  - 滬昆高速道路
  - 蘭海高速道路
  - 厦蓉高速道路
  - 貴陽環状高速道路
  - S82 黔大高速道路
- 国道
  - G210国道
  - G320国道
  - G321国道